# Franco Fraticelli
Pour les articles homonymes, voir Fraticelli.
Franco Fraticelli, né le 30 août 1928 à Rome dans la région du Latium et mort le 26 avril 2012 dans la même ville,, est un monteur italien.

## Filmographie partielle
- 1951 : Quelles drôles de nuits (Era lui, sì, sì) de Marino Girolami, Marcello Marchesi et Vittorio Metz
- 1953 : L'Auberge tragique (Riscatto) de Marino Girolami
- 1955 : Non scherzare con le donne de Giuseppe Bennati
- 1964 : Du grisbi au Caire (La sfinge sorride prima di morire - stop - Londra) de Duccio Tessari
- 1965 : Les Plaisirs dangereux (Una voglia da morire) de Duccio Tessari
- 1965 : Play Boy Party (L’Ombrellone) de Dino Risi
- 1966 : Rita la zanzara de Lina Wertmüller
- 1966 : Lutring... réveille-toi et meurs (Svegliati e uccidi) de Carlo Lizzani
- 1967 : Jeux d'adultes (Il padre di famiglia) de Nanni Loy
- 1967 : Tue et fais ta prière (Requiescant) de Carlo Lizzani
- 1969 : Texas (Il prezzo del potere) de Tonino Valerii
- 1969 : Amore mio aiutami d'Alberto Sordi
- 1970 : L'Oiseau au plumage de cristal (L'uccello dalle piume di cristallo) de Dario Argento
- 1972 : Folie meurtrière (Mio caro assassino) de Tonino Valerii
- 1973 : Cinq Jours à Milan (Le cinque giornate) de Dario Argento
- 1973 : Les Grands Patrons (Bisturi, la mafia bianca) de Luigi Zampa
- 1974 : Amour libre (Amore libero) de Pier Ludovico Pavoni
- 1975 : Les Frissons de l'angoisse (Profondo rosso) de Dario Argento
- 1975 : Gente di rispetto de Luigi Zampa
- 1976 : Per amore de Mino Giarda
- 1976 : San Babila : Un crime inutile (San Babila ore 20: un delitto inutile) de Carlo Lizzani
- 1977 : Suspiria de Dario Argento
- 1977 : Il mostro (Qui sera tué demain ?) de Luigi Zampa
- 1979 : Bugie bianche de Stefano Rolla (it)
- 1982 : Testa o croce (Testa o croce) de Nanni Loy
- 1984 : Mi manda Picone de Nanni Loy
- 1985 : Phenomena de Dario Argento
- 1987 : Caramelle da uno sconosciuto de Franco Ferrini
- 1994 : Dellamorte Dellamore de Michele Soavi